# Giza
Giza (trascritto anche come Gizah o el-Ghiza, in arabo:  الجيزة, al-Gīzah) è una città dell'Egitto, capoluogo del governatorato omonimo. Si trova sulla riva occidentale del fiume Nilo, circa 20 km a sud-ovest dalla capitale Il Cairo, nei pressi del confine nord-orientale del governatorato. Parte dei suoi distretti fanno parte della mega metropoli della capitale cairota, detta la Grande Cairo.

## Necropoli di Giza
Giza deve la sua importanza al fatto di ospitare, su un altopiano roccioso che si trova alla periferia della città, una delle più importanti necropoli dell'antico Egitto.
A Giza sorgono infatti, oltre ad una gran quantità di sepolture minori, le tre più famose piramidi egizie: quelle di Cheope, Chefren e Micerino (o Mykerinos), secondo i nomi tramandati dalla tradizione greca ed ellenistica, tutte appartenenti a sovrani inseriti nella IV dinastia.
La più grande piramide esistente è quella di Cheope.
Sempre presso Giza si trova un altro famoso monumento dell'antico Egitto: la Grande Sfinge.

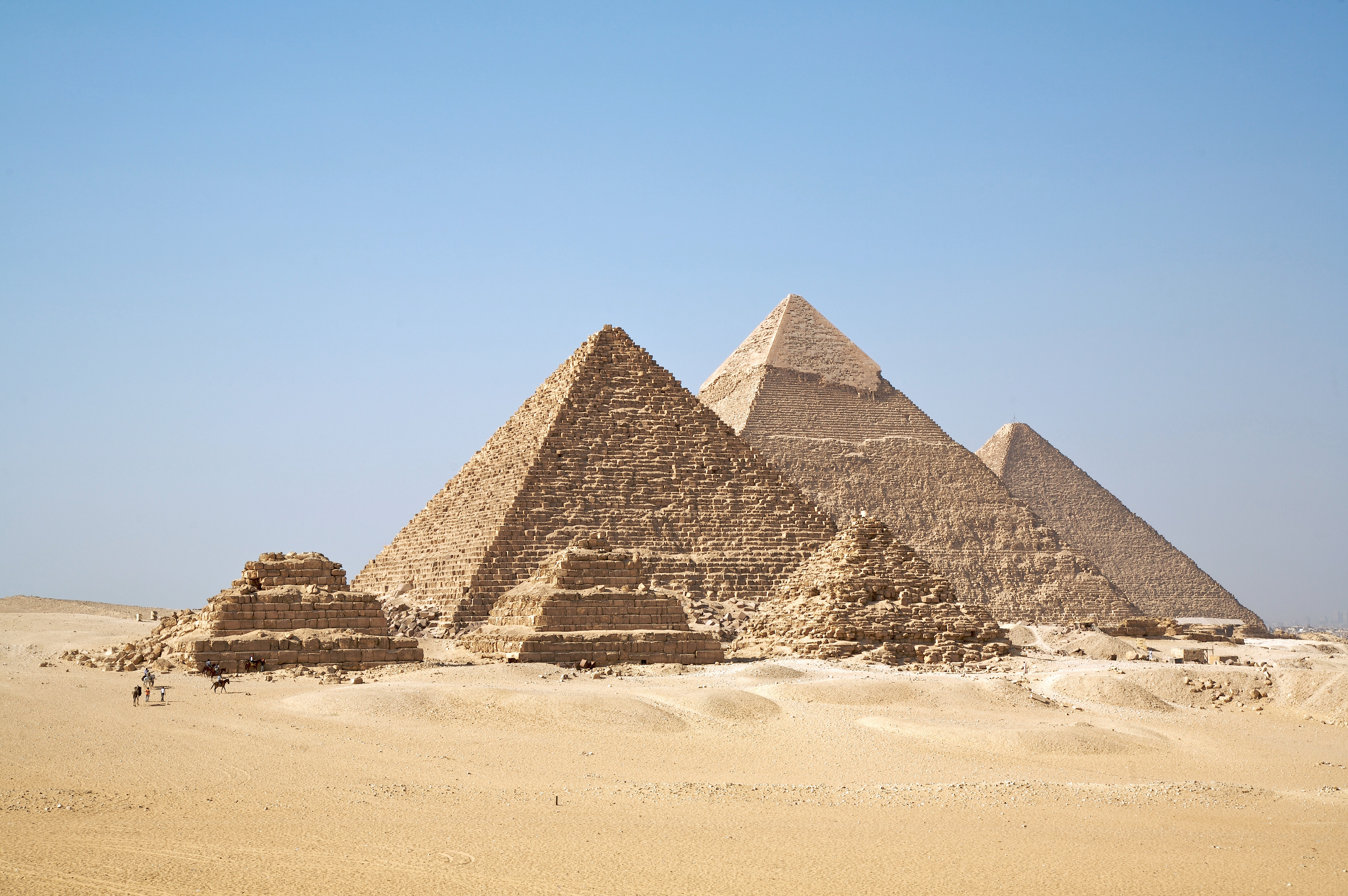
Le Piramidi di Giza.
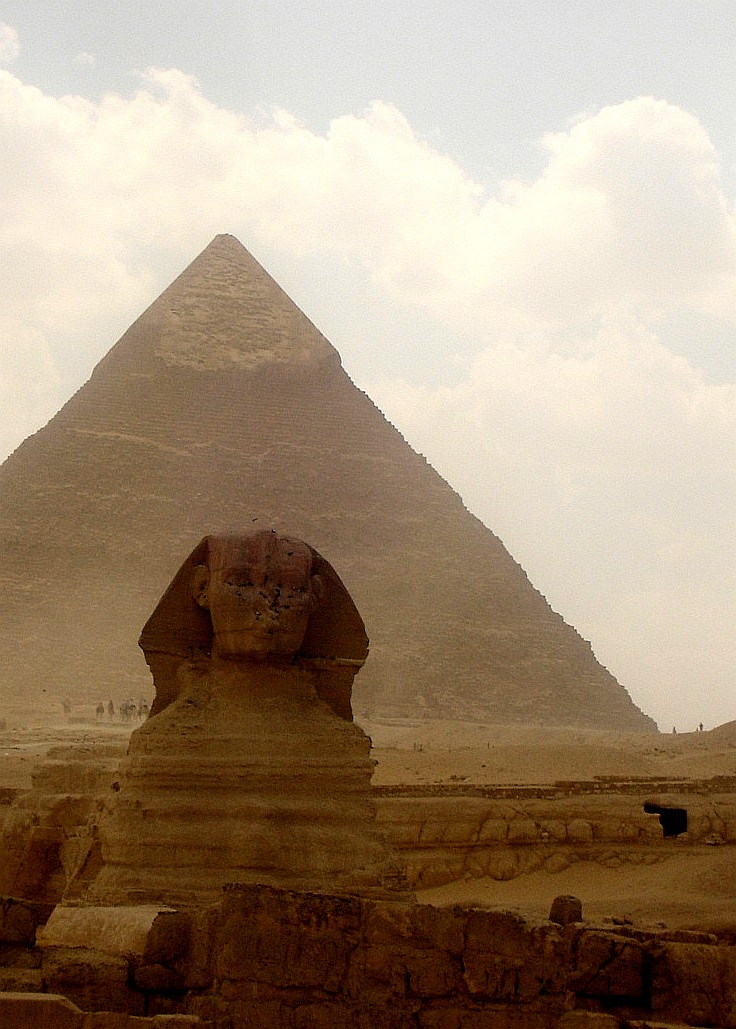
La piramide di Chefren sullo sfondo della sfinge.
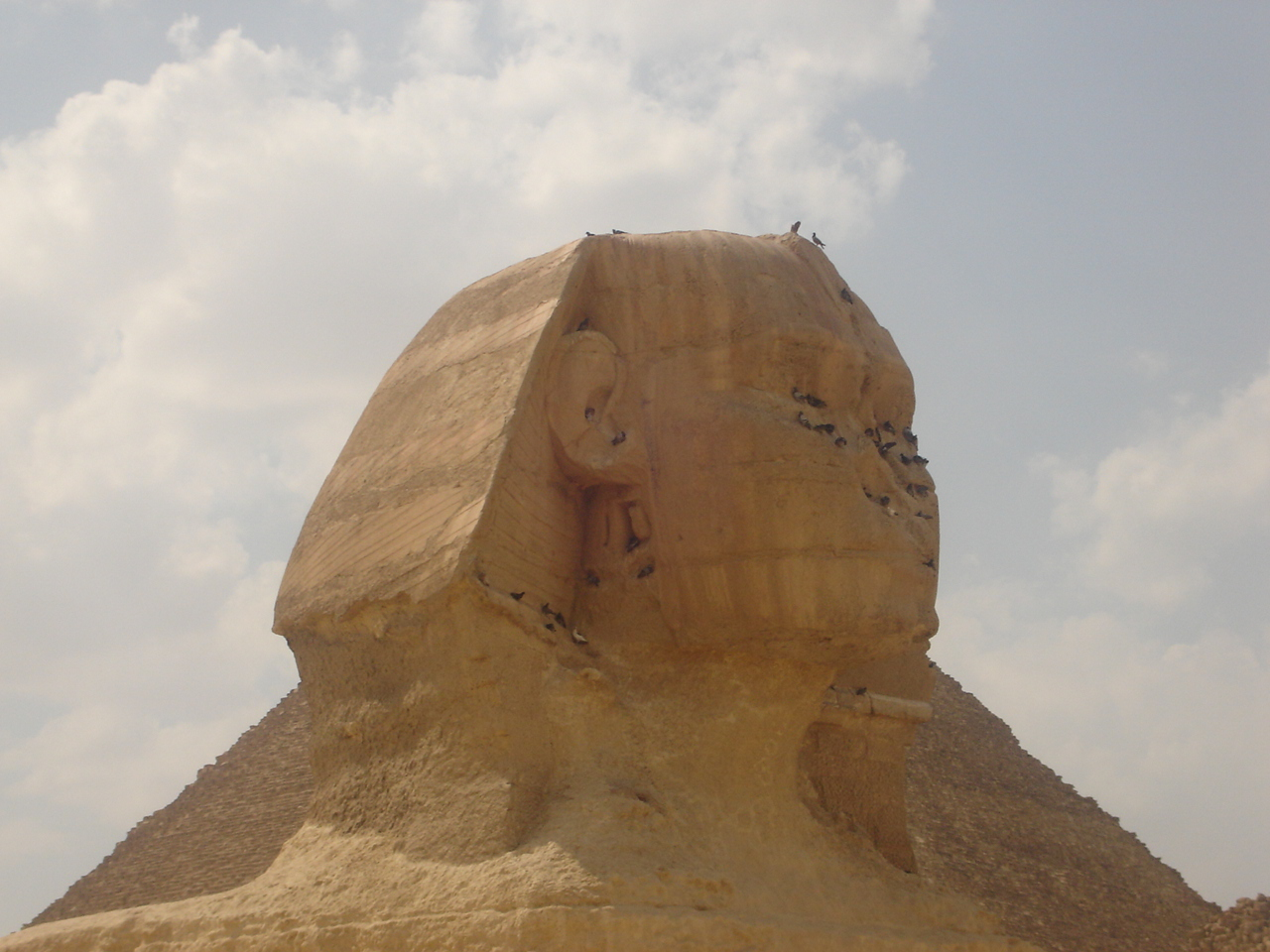
La grande sfinge.

## Sport
Giza è nota quale origine del Tour d'Afrique, corsa a tappe di ciclismo su strada che attraversa il continente africano.